# Comté de Montague
Le comté de Montague (en anglais : Montague County) est un comté situé au nord-est de l'État du Texas aux États-Unis.  Fondé le 24 décembre 1857, son siège de comté est la census-designated place de Montague. Selon le recensement de 2020, sa population est de 19 965 habitants. Le comté a une superficie de 2 430 km2, dont 2 411 km2 en surfaces terrestres. Il est nommé en l'honneur de Daniel Montague (en), un soldat américain de la guerre américano-mexicaine.

## Organisation du comté
Le comté de Montague est créé le 24 décembre 1857, à partir des terres du comté de Cooke. Il est définitivement autonome et organisé le 2 août 1858.
Il est baptisé à la mémoire de Daniel Montague (en), un militaire, héros de la guerre hispano-américaine,,, décoré de la Medal of Honor.

## Géographie

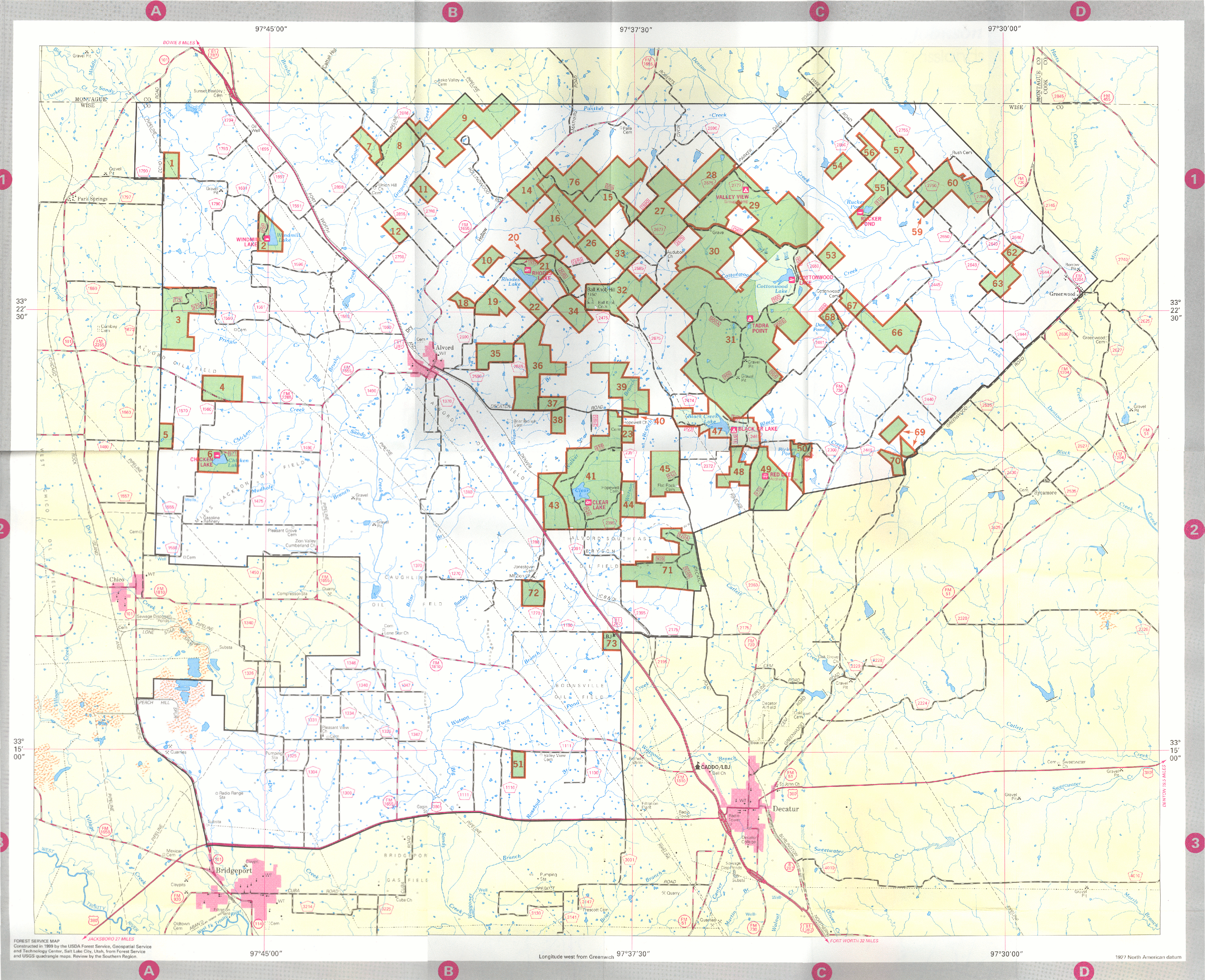
Carte des prairies nationales Lyndon B. Johnson dans les comtés de Montague et de Wise (aire protégée).

Le comté de Montague se situe au nord-est de l'État du Texas, aux États-Unis,. Il est séparé de l’État de l'Oklahoma, au nord, par la rivière Rouge et fait partie des Cross Timbers.
Il a une superficie totale de 2 430 km2, composée de 2 411 km2 de terres et de 19 km2 de zones aquatiques.

## Comtés adjacents
|               | Comté de Jefferson Oklahoma | Comté de Love Oklahoma |
| Comté de Clay | comté de Montague           |                        |
| Comté de Jack | Comté de Wise               |                        |

## Démographie

Pyramide des âges du comté de Montague (2000).

Lors du recensement de 2010, le comté comptait une population de 19 719 habitants. En 2017, la population est estimée à 19 539 habitants,.
| Groupes           | Comté de Montague | Texas | États-Unis |
| ----------------- | ----------------- | ----- | ---------- |
| Blancs            | 93,2              | 70,4  | 72,4       |
| Autres            | 3,7               | 10,6  | 6,4        |
| Métis             | 1,6               | 2,5   | 2,7        |
| Amérindiens       | 0,9               | 0,7   | 0,9        |
| Afro-Américains   | 0,3               | 11,9  | 12,6       |
| Asiatiques        | 0,3               | 3,8   | 4,8        |
| Total             | 100               | 100   | 100        |
|                   |                   |       |            |
| Latino-Américains | 9,8               | 37,6  | 16,7       |

Selon l'American Community Survey, pour la période 2011-2015, 89,52 % de la population âgée de plus de 5 ans déclare parler anglais à la maison, alors que 9,78 % déclare parler l’espagnol et 0,70 % une autre langue.